# Alberto Michelotti
Alberto Michelotti (Parma, 15 luglio 1930 – Parma, 18 gennaio 2022) è stato un calciatore e arbitro di calcio italiano, di ruolo portiere.

## Biografia
È stato uno dei più famosi arbitri italiani degli anni settanta, molto apprezzato anche all'estero. Figlio di Elsa Michelotti, venditrice ambulante di frutta, Alberto non conoscerà mai il vero padre. 
È morto a Parma il 18 gennaio 2022 all'età di 91 anni.

## Carriera

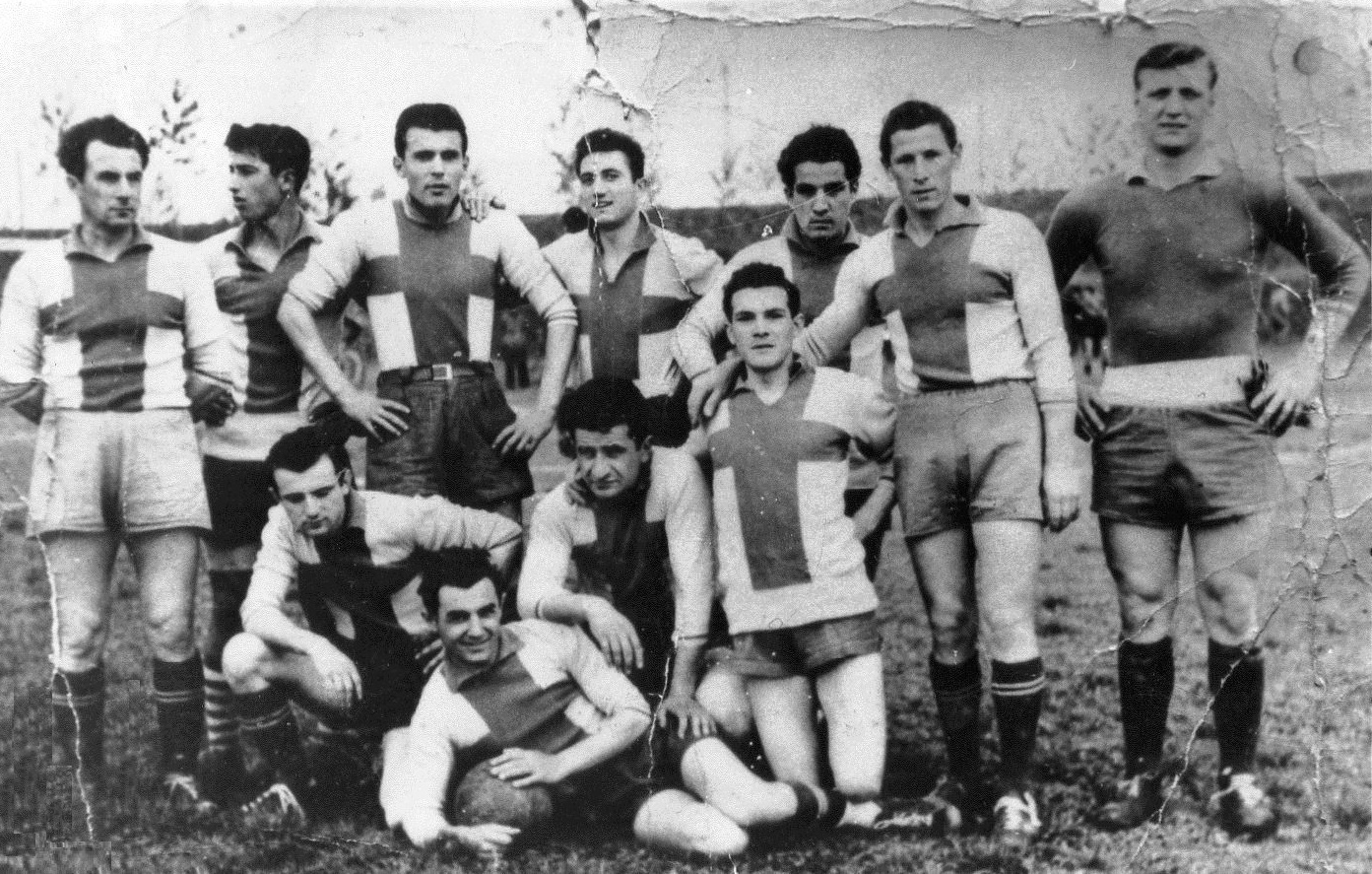
Alberto Michelotti, portiere dell'A.C. Colorno, nel campionato di Prima Divisione Emilia-Romagna 1951-1952

Dopo aver giocato a calcio per alcuni anni come portiere tra la serie C e la Prima Divisione, iniziò la sua brillante carriera da arbitro nel 1958 arrivando a esordire in serie A e finire la carriera al San Paolo di Napoli: esordì infatti il 14 aprile 1968 in Napoli-Varese (5-0), per arbitrare l'ultima volta in Napoli-Juventus (0-1) del 17 maggio 1981. Ha diretto 145 incontri nel massimo campionato. Nel 1973 viene promosso al rango di arbitro internazionale (unitamente ai colleghi Riccardo Lattanzi e Luciano Giunti), riuscendo poi a levarsi parecchie soddisfazioni in questo ambito.
Infatti, nel luglio 1976 fu selezionato per le Olimpiadi di Montreal: arbitrò allo "Stade Olympique" Messico-Israele (2-2) e successivamente il quarto di finale a Ottawa tra Germania Est e Francia terminato 4-0 (un paio di curiosità: in queste due partite concesse tre calci di rigore ed espulse un totale di ben cinque giocatori!); nel 1979 gli toccò la finale di ritorno di Coppa UEFA, giocata a Düsseldorf tra Borussia Mönchengladbach e Stella Rossa e vinta per 1 a 0 dalla squadra tedesca e nel 1980 coronò la carriera con la partecipazione agli Europei di calcio in Italia, dove si segnalò per la direzione dell'incontro inaugurale del torneo, l'11 giugno a Roma, Cecoslovacchia-Germania Ovest, con successo della nazionale tedesca, poi vincitrice del Campionato europeo, per 1-0.
Non ha mai avuto la possibilità di partecipare a una Coppa del Mondo: il suo anno "buono" avrebbe dovuto essere il 1978 ma gli venne preferito Sergio Gonella: si dovette "accontentare" di dirigere tre partite di qualificazione. Il 13 ottobre 1976, quindi poco dopo la sua esperienza canadese per i giochi olimpici, gli toccò a Praga Cecoslovacchia-Scozia (2-0). Quasi un anno dopo, il 15 luglio 1977 (giorno del suo compleanno) "emigrò" nella zona africana per Egitto-Zambia, vinta dai padroni di casa per due a zero e infine, il 16 novembre, a Smirne vide la vittoria della Germania Est sui padroni di casa turchi per 2-1.
A livello nazionale, fu protagonista di ben tre finali di Coppa Italia: Fiorentina-Milan (28 giugno 1975), Roma-Torino (17 maggio 1980) e ancora Torino-Roma (17 giugno 1981). Al termine del campionato 1973-1974, ricevette il "Premio Giovanni Mauro" come l'arbitro meglio distintosi durante la stagione. Michelotti è ricordato anche per alcuni aneddoti. Per esempio il 17 dicembre 1972, durante Roma-Inter, in seguito ad alcune discusse decisioni (su tutte un contestato calcio di rigore ai nerazzurri all'ultimo minuto) venne colpito dagli spalti, e alcuni tifosi romanisti, poi faticosamente bloccati, tentarono di raggiungerlo nello spogliatoio: la partita venne poi data vinta all'Inter per 2 -0 a tavolino. Famosi rimangono anche i suoi battibecchi con Mario Corso.
Ritiratosi nel 1981, rimase all'interno dell'AIA e iniziò a collaborare con alcune trasmissioni locali che si occupavano di calcio dilettantistico in Emilia-Romagna. Assunse incarichi dirigenziali in società calcistiche come lo Spezia e il Brescello. Su idea di Vittorio Adorni, collaborò brevemente coll'organizzazione del Giro d'Italia.
Tornò poi alla televisione diventando un opinionista fisso di alcuni programmi di TV Parma in cui parlava della squadra di calcio cittadina. In questo ruolo risultò molto apprezzato dai telespettatori in quanto riuscì a coniugare una grande competenza calcistica con una tipica ironia di stampo dialettale. Dal 2020 è nella Hall of fame del calcio italiano. Nel luglio 2021 venne nominato dirigente benemerito AIA dal comitato nazionale AIA.